# Otto Schmitt
Ne doit pas être confondu avec Otto Schmidt.
Pour les articles homonymes, voir Schmitt.
Otto Herbert Arnold Schmitt (né le 6 avril 1913 et mort le 6 janvier 1998) a été un chercheur et professeur américain polymathe.
Tout à la fois chercheur, ingénieur et inventeur, il a également étudié et fait progresser des domaines aussi variés que la biophysique, l'informatique, la biologie du système nerveux, l'instrumentation médicale, l'aviation, l'astrophysique, la bioastronautique (en), l'électromagnétobiologie, l'électronique, l'informatique (ordinateur bivalent), la santé (épidémiologie, l'optimisation technique de la prestation des soins de santé, l’assistance médicale assistée par ordinateur au domicile du patient, l'archive médicale personnelle portable) et l'environnement (avec l'indice santosha pour la qualité de vie).
Il s'est notamment fait connaitre par le comparateur électronique maintenant appelé bascule de Schmitt, un montage basé sur une paire différentielle avec sortie logique (tout-ou-rien). Il a aussi été pionnier du génie biomédical, et a inventé le terme biomimétisme pour décrire un mode d'exploration du Vivant en tant que source de solutions efficientes et moins coûteuses à de nombreux problèmes.

## Prime enfance
Né le 6 avril 1913 à Saint-Louis (Missouri) dans une famille en partie originaire d'Allemagne, Otto Herbert Schmitt est le troisième enfant d'Otto Franz Johannes Schmitt et de Clara Senninger Schmitt, déjà parents de Viola Clarice Frances Schmitt (11 ans) et de Francis Otto Schmitt (10 ans).
Sa mère était diplômé de Central High School (en 1895). Et elle a fait des études si brillantes que l'université de Washington - fait exceptionnel pour une femme à cette époque - lui a offert une bourse de 4 ans (qu'elle a décliné pour aider son père dans l'entreprise familiale de peinture et décoration).
Son père, septième de 9 enfants est né le 22 janvier 1876 à West Seneca (New York). Après la mort de son père, alors qu'il était élevé par l'un de ses oncles, en 1888, à l'âge de 12 ans, il s'enfuit de son foyer pour finalement s'installer à Saint-Louis. Il y a vécu un temps parmi les gitans et de petits boulots. Il était réputé fort (il a été champion de lutte amateur poids moyens dans le Missouri), intelligent, travailleur et avait une affection marquée pour les animaux (outre des chiens, canaris, serpents, chats, opossums, chevaux...  il a élevé un loup (qu'on lui avait donné louveteau). Il a fait de nombreux métiers (dont vendeur de voiture, boulanger..) et a fini par ouvrir avec son beau père un commerce. Il épouse Clara le 6 juin 1900.
Les grands parents : Le grand-père d'Otto, pour le côté maternel était Francis Senniger. Ce suisse né à Bâle a émigré aux États-Unis où, à Saint-Louis, il a travaillé dans le domaine de la peinture et de la décoration (fresques murales, peintures et paysages). Sa femme était Mary Elizabeth Erbe Senniger, née à Saint-Louis, peut-être en 1857 et morte en 1907, ce qui n'a pas permis à Otto de la connaître. On a peu d'information sur elle. 

Son grand père paternel qu'il n'a  pas connu (car mort en 1885) était le révérend William Francis Schmitt (lui-même fils d'un pasteur luthérien) était né en Allemagne le 19 octobre 1835. Ce grand-père parlait sept langues et aurait choisi d'émigrer aux États-Unis comme pasteur d'une congrégation luthérienne dans North Tonawanda (New York). Il y a épousé Anna Margaretha Schaller, née le 14 août 1840 à Kirchenlamitz non loin de Selb, en Bavière. Ils ont eu neuf enfants.

Sa grand-mère Anna, après la mort de son mari (en 1885) s'occupe de ses neuf enfants avec un de ses frères (le révérend Frederick Schaller Nicol plus âgé qu'elle de 7 ans) chez qui elle va vivre à Red Bud, dans l'Illinois. Otto a été très touché par sa mort (en 1920), et il parlera souvent d'elle dans ses dernières années.
Au moment de la naissance d'Otto, ses parents, Otto Sr. et Clara  ont déjà deux enfants. Ils habitent à St Louis les deux étages d'un grand bâtiment qui sert à la fois de résidence et de lieu de travail. 
Le couple parental y gère la Senninger & Schmitt Wallpaper & Painting Company, fondée par le couple avec comme associé au père de Clara (Francis Senniger). Après la mort de ce dernier, l'affaire sera entièrement géré par le couple. Cette entreprise semble avoir imprégné la vie de la famille. 
Dans ses mémoires, Francis se rappelle que « l'entreprise était ouverte de 6 heures le matin à 9 heures le soir »,. Selon John M. Harkness, « la maison des Schmitt [...] était pleine d'énergie et de dur labeur du temps de la jeunesse d'Otto »,.

## Éducation
Le petit Otto Schmitt entre à l'école maternelle à l'automne 1918.
Il effectue son cycle primaire à la Garfield Elementary School située tout près de chez lui. Très doué, il le termine avec un semestre d'avance.
Il entrera au lycée à la Roosevelt High School en janvier 1927, époque à laquelle son entourage commence à lui reconnaître de réels talents d'inventeur.
Un concours de circonstances lui permet d'entrer à l'université Washington de Saint-Louis  bien avant l'âge légal : Son grand frère y avait un nouveau poste (de professeur assistant en zoologie). Étant nommé dans un département de construction récente sous-équipé en matériel de laboratoire, Francis demande  l'aide de son frère, « véritable prodige avec les appareils électriques »,. Il se montre alors capable de rapidement concevoir des instruments aussi originaux qu'efficaces. Ceci a attiré l'attention de plusieurs membres du corps professoral de l'Université de Washington.  

Selon Francis, le directeur du Département de physique de l'Université, surpris par les capacités d'Otto, a estimé qu'un élève aussi brillant ne devrait pas tranquillement rester à l'école secondaire. Otto est alors soutenu par une brochette de professeurs illustres de l'Université et obtient une dérogation pour entrer à l'université (à condition de passer un examen d'entrée, ce qu'il fait sans aucune difficulté)   Il obtient rapidement son diplôme d'études secondaires le 18 septembre 1930.
Otto avait déjà fait preuve d'un potentiel intellectuel inhabituel, qui s'est encore renforcé, le destinant a priori à une carrière remarquable.
Selon Harkness, Otto était déjà en situation de multi-disciplinarité à son premier jour comme un étudiant, mais avec une « forte affinité pour la physique, l'électronique et les mathématiques ». Il a publié 8 articles scientifiques lors de son premier cycle universitaire ; le premier de ces articles était intitulé « Une méthode de mesure de la température par tube à vide » et fut publié dans la prestigieuse revue Science au cours du second semestre de sa première année, 24 jours avant son dix-huitième anniversaire.
En juin 1934, il obtient l'équivalent du baccalauréat (B. A. aux États-Unis) en zoologie et en physique à l'université de Washington, après quoi il entame en douceur des études supérieures dans la même institution. 
Selon les mémoires de son frère Francis ce dernier, a à nouveau une influence importante sur la carrière de son frère ; Francis étudiait alors la physiologie et s'intéressait à l'organisation et au fonctionnement des cellules et des tissus biologiques avec un intérêt particulier pour les fibres nerveuses. Otto a aussi adopté ce sujet pour sa recherche universitaire. 

Utilisant ses talents pour l'ingénierie électrique, Otto cherche à mimer dans un circuit artificiel le fonctionnement du système nerveux et plus exactement un état de formation et de propagation d'impulsions le long d'un réseau de fibres nerveuses. Ce faisant, il découvre par inadvertance de nouvelles formes de circuits électriques qui sont encore utilisés aujourd'hui. L'amplificateur différentiel est un élément fondamental de l'instrumentation utilisée pour enregistrer et mesurer les influx nerveux.
Otto obtient son doctorat avec deux spécialités principales (physique et zoologie) et une spécialité secondaire (mathématiques).
Lors du dernier semestre de son diplôme d'études supérieures, Otto sollicite une bourse du NRC (Conseil national de la recherche. Cette bourse lui permet de financer une année d'études postdoctorales à l'University College de Londres. Il y arrive en septembre 1937 (année de son mariage), pour sa dernière année d'étude.

## Vie professionnelle
Entre le moment où il obtient son diplôme et celui où il obtient son nouveau poste de recherche, Otto passe plusieurs semaines avec son frère sur la côte-Est des États-Unis à Cape Cod. Il y travaille pour le Woods Hole Oceanographic Institution (WHOI) dans le laboratoire de biologie marine Woods Hole marine Biological Laboratory.  Selon Harkness, « les deux frères étaient impatients d'y aller ensemble pour tester un nouvel appareil électrique d'Otto sur les axones inhabituellement grandes de calmars », qui étaient disponibles en abondance dans ce laboratoire. Ce sera la dernière collaboration scientifique des deux frères.
Après son séjour à Woods Hole, Otto  déménage à Londres avec son épouse Viola afin d'y poursuivre ses travaux sur les influx nerveux avec le professeur en physiologie Archibald Vivian Hill (fondateur de la biophysique et lauréat du prix Nobel). 
Schmitt publie alors un rapport sur un nouveau type de circuit, qui augmentera encore sa renommée. Otto avait nommé ce circuit “thermionic trigger” (bascule thermionique ou déclencheur thermionique pour les francophones), mais les électroniciens l'ont renommé  Schmitt trigger en hommage à son inventeur (nom qu'il porte encore aujourd'hui).
Sa bourse d'études ne valait que pour une année, mais Schmitt en passera finalement deux dans cette période postdoctorale londonienne, grâce à des financements trouvés par le Pr Hill qui avait reconnu les talents de Otto et voulait lui permettre de rester à Londres aussi longtemps qu'il le voudrait.
Son frère Francis intervient à nouveau dans la carrière de son jeune frère. Alors qu'Otto travaillait à son fellowship en Angleterre, Francis tentait d'utiliser ses relations à l'Université de Washington pour obtenir pour son frère un poste de professeur, ce en quoi il échoue. Mais il parvient à convaincre des membres du corps professoral de la proche Université du Minnesota d'offrir à Otto un poste pour une nouvelle chaire de biophysique. Otto reçoit l'invitation officielle de l'Université du Minnesota en février 1939 avec un double rendez-vous avec les départements de zoologie et de physique. Otto et son épouse repartent donc pour les États-Unis, juste avant le déclenchement de la Seconde Guerre mondiale en août de la même année.
Otto s'avère moins satisfait de sa nouvelle position, trop axée sur l'enseignement, ce qui le prive donc de temps pour la Recherche. Il s'en ouvre à son frère aîné, Francis, à qui le Massachusetts Institute of Technology (MIT) est en train de proposer un nouveau poste. Francis accepte ce poste, mais à la condition que son frère Otto se voit également offrir un contrat à durée indéterminée. le MIT accepte.
Selon Harkness, quand l'Université du Minnesota a été informée de la proposition du MIT, elle a immédiatement incité Otto à rester en lui proposant de le titulariser comme professeur associé (en sautant le rang de professeur adjoint), en lui offrant une augmentation de salaire de 28%, et un triplement de financement de recherche, avec un soutien garanti pour deux étudiants des cycles supérieurs. Otto décide alors de rester à l'Université du Minnesota.

## Seconde guerre mondiale
Durant la guerre, il travaille pour l'US Army (National Defense Research Comm.) comme Official investigator de 1940 à 1942, puis comme Research Engineer (Columbia de 1942 à 1943), puis à New York comme ingénieur superviseur (Supervising engineer) pour la division des appareils spéciaux, du laboratoire des instruments aéroportés fin 1943, et enfin comme consultant pour l'US Public Health Service (Inst Defense Analysis). En 1944, il est consultant pour l'U.S.A.A.F. (U.S.N.: National Advisory Committee for Aeronautics).

## Après-guerre
À cause de la guerre notamment, Otto et sa femme ne sont finalement prêts à entrer à l'université du Minnesota qu'en mars 1947. 
Otto y passera toute sa carrière, où il aura le double le statut de professeur titulaire à et de professeur émérite.
Il est aussi
- Membre du comité consultatif (advisory panel) du Space Science Board Biology and Psychology, de 1958 à 1961
- Président du conseil exécutif de bioastronautique de la Joint Armed Forces-National Academy of Science, de 1958 à 1961
- membre scientifique du conseil d'administration de Douglas Aircraft
- Membre du conseil d'administration du projet Archaeus
- Président, puis membre du conseil d'administration de la société d'inventeurs et de transferts de technologies Inventors and Technology Transfer Society

Schmitt aurait sans aucun doute pu faire fortune dans l'industrie ou la recherche privée, mais son retour dans le milieu universitaire confirme sa profonde dévotion pour la recherche fondamentale. Selon Harkness, quand ils ont quitté l'AIL, Otto et son épouse gagnaient respectivement 6 600 $ et 3 900 $ par an. De retour dans le Minnesota, Otto retrouve son ancien salaire de 4 300 dollars, quant à son épouse elle travaille comme assistant de recherche non rémunérée.
D'après Harkness, Otto a expliqué qu'il préférait un poste universitaire deux fois moins bien payé à un poste d'ingénieur intéressant et permanent à un sacrifice de quelque cinquante pour cent des revenus. Il croyait fermement que les phénomènes biologiques complexes pouvaient être interprétés en en termes physiques et chimiques relativement simples, mais que cela demandait d'abord un effort laborieux et des moyens adéquats, appuyés par des méthodes biophysiques quantitatives.
Après la guerre, Otto reprend donc ses études sur la formation de l'influx nerveux et sur sa propagation. Il cherche aussi de nouvelles applications à ses inventions du temps de guerre, en particulier dans le domaine biomédical, avec notamment l'invention d'un oscilloscope améliorant l'électrocardiogramme en représentant l'ECG typique non plus en deux dimensions, mais sous forme d'un graphique à trois dimensions. Cette représentation pouvant même être manipulée dans l'espace pour permettre une analyse plus approfondie de l'activité électrique du cœur.
Au-delà de ses innovations, la créativité d'Otto se traduit aussi par des progrès dans les champs de la biophysique et du génie biomédical qu'il contribue à faire scientifiquement rayonner en Amérique du Nord et dans le monde. Ainsi, après la période de guerre, Otto réunit aux États-Unis un groupe de membres du corps professoral et créer une faculté « informelle » de biophysique au sein de l'université. L'objectif de groupe est de permettre aux étudiants d'atteindre un niveau pluridisciplinaire dans l'étude de la biophysique. 

Ceci pourrait être considéré comme le premier efforts d'Otto Schmitt pour « favoriser la création d'un génie biomédical » plus formalisé. 
Il a ensuite joué un rôle similaire mais à une échelle bien plus large en aidant à fonder un grand nombre de sociétés professionnelles liée à ce domaine de l'étude, dont 
- une société de génie biomédical (the Biomedical Engineering Society),
- une société de biophysique (the Biophysical Society),
- une association de promotion de l'instrumentation médicale (the Association for the Advancement of Medical Instrumentation)
- une fédération internationale de génie médical et biologique (the International Federation of Medical and Biological Engineering)
- l'Union internationale de biophysique pure et appliquée (the International Union of Pure and Applied Biophysics).

## Le biomimétisme
C'est également O. Schmitt qui a inventé ou dénommé cette méthode et posture intellectuelle, nommée par lui biomimetics (biomimétisme pour les francophones), qu'il positionne comme nouveau domaine de recherche au sein de la bioingénierie médicale.
Merriam-Webster définit le biomimétisme comme :« l'étude de la formation, des structures ou fonctions de substances et matières produites biologiquement (dont par exemple les enzymes ou la soie) ainsi que des mécanismes biologiques et des procédés (comme la biosynthèse des protéines ou la photosynthèse) pour notamment synthétiser des analogues par des procédés artificiels mimant ceux qui existent dans la nature »
Les approches biomimétiques sont encore au cœur de l'ingénierie biomédicale, utilisées pour résoudre de nombreux problèmes de recherche et d'ingénierie et Harkness postule que c'est peut-être la plus grande contribution d'Otto Schmitt à la science et à l'ingénierie que d'avoir fait comprendre qu'imiter la nature n'est pas une démarche amusante, mais une démarche véritablement efficiente, puissante et utile de créativité.

## L'indice « santosha » de qualité de la vie
O Schmitt en appelle à la reconnaissance et à l'émergence rapide au XXIe siècle d'une "nouvelle" science et d'une technologie basées sur la vie elle-même, "la science et la technologie biomimétiques» 
Pour mesurer les progrès faits, il propose un nouvel indicateur (l'indice santosha) qui mesurerait la qualité de vie à plusieurs niveaux ; au niveau individuel, à celui de la famille ou des « groupes » humains, au niveau de la communauté, voire peut-être au niveau mondial.
Il a aussi fait de nombreuses propositions d'amélioration de la santé publique, et a notamment proposé que chaque individu puisse disposer toute sa vie d'une carte d'assurance maladie personnelle, comportant toutes les données médicales utiles, non effacable, mais qu'on peut toujours compléter, peu coûteuse, robuste et liée à une base de données nationale pouvant en tirer des informations d'intérêt épidémiologiques et utiles pour améliorer le diasnostic et les soins. Il pensait qu'aux États-Unis, avec deux fois moins de dépenses, on pouvait néanmoins multiplier par deux la qualité des soins médicaux, en optimisant la santé publique et le travail des réseaux de soins.

## Fondation Schmitt
Il existe aujourd'hui une fondation portant son nom (Schmitt Foundation), basée à St. Paul, dans le Minnesota.

## Titres honorifiques
Il est récipiendaire de nombreux prix et distinctions, dont :
- Lovelace Award (1960)
- Morlock Award (1963)
- Wetherill Medal (1972)
- Minnesota Inventors Hall of Fame (1978)
- National Academy of Engineering (1979)
- IEEE EMBS Life Achievement Award (1987)
- Medical Alley Award (1988).
- John Price Wetherill Medal remise par le Franklin Institute en 1972.